# Fegen-Halland
Fegen-Halland este o arie protejată (arie specială de conservare — SAC, sit de importanță comunitară — SCI, arie de protecție specială avifaunistică — SPA) din Suedia întinsă pe o suprafață de 897 ha, integral pe uscat.

## Localizare
Centrul sitului Fegen-Halland este situat la coordonatele 57°07′47″N 13°04′06″E / 57.1298°N 13.0683°E.

## Înființare
Situl Fegen-Halland a fost declarat sit de importanță comunitară în decembrie 1995 pentru a proteja 4 specii de animale. Alte tipuri de protecție:
- arie de protecție specială avifaunistică (în martie 1996)[2]
- arie specială de conservare (în martie 2011)[1][3][4]

## Biodiversitate
Situată în ecoregiunea boreală, aria protejată conține 4 habitate naturale: Mlaștini împădurite, Turbării active, Ape stătătoare oligotrofe până la mezotrofe, cu vegetație de Littorelletea uniflorae și/sau de Isoëto-Nanojuncetea, Mlaștini turboase de tranziție și turbării mișcătoare.
La baza desemnării sitului se află mai multe specii protejate:
- păsări (3): ciocănitoare neagră (Dryocopus martius), cufundar polar (Gavia arctica), vultur pescar (Pandion haliaetus)
- mamifere (1): liliac cârn (Barbastella barbastellus)